# Westside (Iowa)
Pour les articles homonymes, voir Westside (homonymie).
Westside est une ville du comté de Crawford, en Iowa, aux États-Unis. Elle est incorporée en 1871. 

## Source de la traduction
- (en) Cet article est partiellement ou en totalité issu de l’article de Wikipédia en anglais intitulé « Westside, Iowa » (voir la liste des auteurs).